# Adriana Reverón
 (juin 2023).
Si vous disposez d'ouvrages ou d'articles de référence ou si vous connaissez des sites web de qualité traitant du thème abordé ici, merci de compléter l'article en donnant les références utiles à sa vérifiabilité et en les liant à la section « Notes et références ».
Adriana Reverón, est un mannequin espagnol, née le 2 novembre 1985 à Tenerife en Espagne.

## Biographie
En 2006, Adriana est couronnée Miss Tenerife un concours de beauté local, pour participer à l'élection nationale de Miss Espagne 2007, dont elle est la 1re dauphine.
En 2008, elle est couronnée Miss Terre Espagne, au concours de Miss Terre 2008.
En 2010, elle représente son pays au concours de Miss Univers 2008 à Las Vegas et devient Miss Europe 2008.